# Teorie dvoukomorové mysli
Teorie dvoukomorové mysli je pojem patřící do Psychologie kreativity, a patří mezi jedny z nejranějších teorií. Je odvozena z Homérových děl a z Bible. Tato teorie rozděluje mysl na dvě zcela oddělené části, a nijak nesouvisí se současnými znalostmi o dvou hemisférách mozku. První odborné pojednání, které dokládá tento náhled na věc popsal americký psycholog Julian Jaynes, a jako označení tohoto fenoménu použil právě výraz „dvoukomorová mysl“.

## Stručná historie kreativity
Lidstvo se zabývá tematikou kreativity již od počátku věků. První domněnka, odkud vlastně pochází nové myšlenky, se poprvé objevila ve 13. století př. n. l. v Homérově eposu Illias. Zde rozdělil mysl na dvě komory - a to níže zmíněnou první, která sloužila k přijímání myšlenek od bohů, a druhá, která sloužila k jejich vyjádření. Tuto myšlenku, že všechny tvůrčí myšlenky pochází od Boha, poprvé zpochybnil sv. Augustín, kde poukázal na fakt, že tvořivost se často obrací i proti lidem samotným.
S počátkem středověku a s ním spojený nástup křesťanství značně přispěl k potlačení tvořivosti. Christopher Dawson to odůvodnil tak, že se lidé příliš připoutali k církvi a povolili jí, aby jim zastřela mysl a zdánlivě ulevila od strachů.
16. století a jeho nástup Renesance opět oživuje hodnoty, umělecké styly a osvobozuje lid od jejich zarytých středověkých tradic.
Roku 1767 se uskutečnilo první významné bádání v oblasti tvůrčího procesu - William Duff jako první přišel s teorií o bio-psycho-sociální povaze tvůrčího procesu. Zabýval se mimo jiné také vlastnostmi génia a stanovil kvality, které kreativní lidé mají (představivost, úsudek a vkus).
Sigmund Freud přišel roku 1896 s myšlenkou, že tvořivost je pouze výsledkem překonání traumat z dětství, které jsou často skryty v nevědomí. Mimo to byl samozřejmě přesvědčen, že lidé mají největší motivaci k tvořivosti, když nemohou naplnit své sexuální potřeby. O pár let později zastánci psychoanalýzy uvádí, že většina obranných mechanismů koliduje s tvůrčím procesem, ovšem pár jich může kreativitu podněcovat.
Roku 1933 přichází Carl Jung s pojmem kolektivní nevědomí, ze kterého vychází největší vynálezy, teorie a umění.
Během nadcházejících let je oblast kreativity obohacena o techniku Brainstormingu, teorii sebepřesáhnutí Ericha Fromma, termín laterální myšlení od Edwarda de Bono, popularizaci myšlenkových map Tonyho Buzana, Torraceho test kreativity a dalších.

## První komora
Dle této teorie lidé v raném období svých dějin věřili, že tu komoru mysli, ve které se objevují nové myšlenky, ovládají bohové, a tudíž i všechny tvůrčí myšlenky pochází od bohů, obvykle prostřednictvím múzy, která slouží bohům jako zprostředkovatel. Hlavní funkcí mysli bylo tehdy sloužit jako nádoba přijímající nadpřirozené inovace. Věřilo se, že bohové přenášeli své myšlenky z Olympu tím, že inspirovali tuto první komoru, a myšlenky do ní „vdechovali“.
Když osoba pocítila tvůrčí podnět, vyzvala příslušnou múzu a požádala ji o pomoc – Kaliopé v případě epické poezie a heroických veršů, Klió u historie, Erose u milostné poezie, Melpomené u tragédií, Polyhymnii u písní nebo hymnů oslavujících bohy, Terpischora u tance, Thalie u veselohry a Uránii při astronomii.

## Druhá komora
Účelem druhé komory bylo vyjádřit inspiraci pomocí řeči a písma. Tato komora byla chápána jako veřejný představitel první komory, sloužila mimo jiné k vyjádření světských myšlenek (např. „mám hlad“).
Podle mnohých myslitelů z raných dob (Platon, Aristoteles), hostila „tvůrčí“ komora také šílenství, pokud zde byla přítomna duše múzy. Toto „šílenství“ však nebylo chápáno ve smyslu duševní choroby. Eysenck (1995) uvádí „V latině neexistuje lingvistický rozdíl mezi šílenstvím a inspirací. Mania a furor jsou výrazy, které zahrnují mnoho různých neracionálních stavů, jako jsou zloba, vášeň, inspirace a duševní choroba.“

## Pochyby
Jako první zpochybnil teorii o dvou komorách mysli filozof Aristoteles, přibližně ve 4. století před Kristem. Souhlasil sice se svými předchůdci, že inspirace zahrnuje šílenství, ale dospěl k předpokladu, že hluboké poznání věcí je důsledkem vlastních myšlenek jedince na procesu známý jako asocianismus. Dle tohoto stanoviska se mysl skládá výhradně z idejí (slova, představy, rčení atd.), z nichž je každá spojena s jinými idejemi. Myšlení je tedy jednoduše procesem předcházení z jedné ideje na druhou skrz řetězec asociací. Aristoteles také tvrdil, že lidská mysl vytváří asociace mezi událostmi a předměty, které se vyskytují na jednom místě nebo v jednu dobu a jsou si buď podobné, a nebo tvoří protiklady.